# Mildred Bangs Wynkoop
Mildred Olive Bangs Wynkoop (née le 9 septembre 1905 à Seattle dans l'État de Washington, décédée le 21 mai 1997 à Lenexa dans le Kansas) est une pasteure méthodiste de l'Église du Nazaréen, missionnaire, théologienne, professeure de théologie et auteure de plusieurs livres. 

## Vie personnelle
Mildred Olive Bangs est née le 9 septembre 1905 à Seattle, dans l'État de Washington, fille de Carl Oliver Bangs (né à Mandal, en Norvège) et de Mery Dupertuis (née à Ollon, dans le Canton de Vaud, en Suisse). Elle est la sœur aînée du théologien Carl Bangs (né le 5 avril 1922 à Seattle, Washington; décédé le 7 juillet 2002), auteur d' Arminius: A Study in the Dutch Reformation (New York et Nashville: Abingdon Press, 1971),; et aussi de Bernice Bangs Morgan, ancienne évangéliste et pasteur méthodiste de maisons en Alaska, qui fut à une époque « la seule femme pasteure en Alaska », et auteur de The Very Thought of Thee: Adventures of an Arctic Missionary (1952). Elle a encore trois autres sœurs. 
Les parents de Wynkoop ont rencontré Phineas Bresee, surintendant général de l'Église du Nazaréen lors de leur lune de miel et sont devenus membres fondateurs de la première église du Nazaréen de Seattle. Mildred Bangs est entrée au Northwest Nazarene College et voyageait les week-ends dans son quartet universitaire avec le président H. Orton Wiley. Deux ans plus tard, elle suivit Wiley au Pasadena College (aujourd'hui Point Loma Nazarene University) pour obtenir sa licence. 
Pendant ses études au Pasadena College, Mildred rencontra son futur mari Ralph Carl Wynkoop (né le 5 octobre 1905 à Omaha (Nebraska) ; décédé le 3 mars 2001 à Kansas City, dans le Missouri). Le 27 décembre 1928, Mildred et Ralph se sont mariés à l'église Central Church of the Nazarene (aujourd'hui Aurora Church of the Nazarene) à Seattle, dans l'État de Washington. Plusieurs ministres ont officié lors du mariage, dont le révérend Alpin Bowes, pasteur de l'église, et la révérende Elsie Wallace, la première femme ordonnée par Phineas Bresee dans l'église du Nazaréen. Leur première maison se situait à Pasadena, en Californie, où ils étudiaient au Pasadena College. 

## Formation
Mildred Wynkoop a d'abord étudié au Northwest Nazarene College (aujourd'hui l'Université du Nazaréen) à Nampa, dans l'Idaho où elle fut une étudiante du théologien nazaréen H. Orton Wiley et de l'érudite biblique Olive Winchester. Après que Wiley ait démissionné de son poste de président du Pasadena College (aujourd'hui Point Loma Nazarene University), elle a également été mutée au Pasadena College, où elle a reçu ses licences (A. B.) et son (Th. B.) en 1931. Elle obtint une licence en théologie (B. D.) du Western Evangelical Seminary (aujourd'hui le George Fox Evangelical Seminary) en 1952. Sa thèse s'intitulait « A Biblical Study of Man in His Relationship to the Image of God ». En outre, elle a obtenu un master (M. Sc.) de l'Université de l'Oregon en 1953; et un doctorat en théologie (Th. D.) du Northern Baptist Theological Seminary en 1955. Sa thèse s'intitulait « A Historical and Semantic Analysis of Methods of Biblical Interpretation as They Relate to Views of Inspiration ». 

## Ministère
Influencée par ses premiers modèles telles que la révérende Mme Elsie Wallace, pasteure de la première église du Nazaréen de Seattle et brièvement surintendante du district nord-ouest de l'Église du Nazaréen, et par Olive Winchester, théologienne et doyenne du Northwest Nazarene College, Mildred Wynkoop franchit les portes du ministère. 

### Ministère pastoral et évangélisation
Pendant environ 20 ans, jusqu'à ce qu'ils décident que Mildred entame des études supérieures, les Wynkoop ont servi ensemble en tant que co-pasteurs ou évangélistes itinérants à plein temps. Ils ont été co-pasteurs de l'église du Nazaréen Glassell Park à Los Angeles pendant quatre ans jusqu'à l'obtention de son diplôme du Pasadena College en 1931, avant de devenir pasteurs de l'église du Nazaréen à Ojai, en Californie. Leur activité pastorale suivante, pendant quatre ans eut lieu à Marshfield en Oregon (à présent Coos Bay). Au cours de ce pastorat, Mildred fut ordonné en 1934 en tant qu'ancienne de l'Église du Nazaréen par John W. Goodwin, surintendant général de l'Église du Nazaréen, et Ralph fut ordonné en 1935 par le surintendant général Roy T. Williams. 
Ralph et Mildred passèrent les cinq années suivantes à voyager comme évangélistes, principalement sur la côte ouest. Ils s'installèrent à Portland, dans l'Oregon pour servir l'église du Nazaréen à Brentwood pendant neuf ans. Lorsque Mildred s'inscrit au doctorat à Chicago, dans l'Illinois, Ralph retourna au ministère d'évangélisation. 

### Ministère d'enseignement
La première mission d'enseignement de Wynkoop fut au Western Evangelical Seminary (aujourd'hui George Fox Evangelical Seminary) à Portland, en Oregon, où elle a été professeure de théologie de 1956 à décembre 1960. De 1961 à 1966, elle a enseigné au Japon, où elle a été présidente fondatrice du Japan Nazarene Theological Seminary, et brièvement à Taïwan. De 1966 à 1976, elle a été professeure de théologie et directrice du département des missions du Trevecca Nazarene College (aujourd'hui l'Université Trevecca Nazarene) à Nashville dans le Tennessee. De 1976 à 1979, Wynkoop fut une théologienne résidente au Nazarene Theological Seminary de Kansas City, dans le Missouri. 

## Théologie
La théologie de Wynkoop a été décrite comme une « théologie relationnelle » par Michael Lodahl[Qui ?]. La pensée théologique de Wynkoop a été initialement défini par H. Orton Wiley, « principal représentant de la théologie arminienne en Amérique ». 
 Wiley comprit que les Nazaréens étaient orientés vers la réforme protestante par le biais de la tradition anglicane. Stimulé par Wiley, le frère de Wynkoop, Carl Bangs, devint une autorité mondiale sur le réformateur néerlandais Jacobus Arminius et la propagation de l’arminianisme en Angleterre et en Amérique. Ses intérêts, cependant, se concentraient sur John Wesley et sa pertinence pour la vie théologique d'aujourd'hui.

Dans John Wesley: Christian Revolutionary (1970) Wynkoop montra comment le fondateur de la tradition wesleyenne a réuni deux éléments déchirés par le fondamentalisme américain : la piété personnelle et la compassion sociale. Elle a exhorté à un retour à la formulation classique de Wesley. Elle a fourni un compte rendu de la théologie fondamentale de son église dans Foundations of Wesleyan-Arminian Theology (1967). Six années de service missionnaire à Taïwan et au Japon stimulèrent la pensée créatrice de Wynkoop sur la meilleure façon de communiquer la théologie de la sainteté. Ce processus aboutit à son œuvre majeure : A Theology of Love (1973), une réinterprétation du message wesleyen pour son époque. Wynkoop a également été influencée par la théologie du processus de Daniel Day Williams. Dans A Theology of Love, elle s'est interrogée sur la terminologie d'une « deuxième œuvre de grâce ». Elle a enseigné que le péché n'était pas une substance à éradiquer, mais une mauvaise relation avec Dieu. Wynkoop a enseigné que le moment décisif du salut était la justification et que les croyants recevaient le Saint-Esprit à ce moment-là. Elle n'a pas associé le baptême de l'Esprit à la sanctification complète. Wynkoop a déclaré : 
 La trichotomie ontologique, un renouveau récent de la pensée gnostique dans certains milieux chrétiens, sape le concept de l'unité de la personnalité si généralement supposé dans la pensée hébraïque. Il ne soulève aucune barrière (et encourage même) une dépersonnalisation virtuelle de soi. Si l'homme n'est que la somme de tant d'entités, il est simplement un agrégat de sois, une personnalité scindée, un esprit double; pas un moi responsable, valide, centralisé. Toute conception pluraliste de la personnalité détruit le fondement de la sainteté biblique qui se caractérise par l’amour et constitue une qualité tout à fait personnelle que seul un individu unifié peut véritablement expérimenter. La conviction la plus profonde du wesleyanisme a toujours été que la Bible parle des relations morales des hommes et non de domaines non rationnels et non personnels du soi. Le péché est fondamentalement une auto-séparation de Dieu, non pas par une distance mesurable, mais par une absence de ressemblance morale et une l'aliénation spirituelle. La sainteté est morale et est une des qualités humaines fondamentales dans la relation entre Dieu et les hommes.

 L'amour est le message de l'évangile. L'amour chrétien, révélé par Dieu en Christ, exprime une correction de l'amour limité, égoïste, sélectif et pervers de l'homme. Il s'oppose à tout concept humain de l'amour projeté dans une théorie de la nature de Dieu et de son chemin avec l'homme. C'est précisément cet amour illimité, impartial et indestructible qu'il fallait « révéler » car le meilleur de l'amour humain est limité. La nature même du péché est la perversion de l'amour qui fait du soi l'objet d'un culte. Le dogme de l'élection inconditionnelle, tel que l'entendent certaines traditions théologiques, serait-il la projection d'un amour humain défaillant dans la nature même de Dieu? L'Évangile n'est pas né dans la philosophie humaine mais dans le cœur de Dieu révélé en Christ. Ceci a été déclaré par Wesley. 

Sainteté et amour sont deux mots différents désignant deux choses différentes. Dans le domaine de la définition formelle, chacun est distinct. Ils ne peuvent pas être utilisés indifféremment dans un même contexte. Toutefois, ceci est le cas dans le domaine des mots. Dans le domaine de la signification existentielle, une partie de leur relation commence à apparaître. Mais il serait inexact de dire qu'ils sont « liés ». Dire que sainteté et amour ne sont pas identiques mais liés, impliquerait qu'ils sont associés à l'expérience, mais non connectés de manière vitale et en rapport avec la vie. Cela voudrait dire qu'ils seraient autonomes l'un de l'autre. Un peu dans le même sens que l'on peut assimiler une maison et un foyer, une personne et un avocat, une institution et une école, la sainteté et l’amour peuvent aussi l'être [...] Lorsque la sainteté et l’amour sont réunies, l'analogie avec les deux faces d'une pièce de monnaie serait plus exacte. Aucune des deux faces ne peut être les deux à la fois. Les faces de la pièces ne peuvent être assimilées, mais le coté pile est aussi essentiel à l'existence de la pièce que le coté face. L'amour est le caractère intérieur essentiel de la sainteté, et la sainteté n'existe pas en dehors de l'amour. Cela manifeste leur proximité et, dans un certain sens, on peut dire qu’elles sont la même chose. Ainsi, Wesley a toujours veiller à définir la sainteté, ainsi que la perfection, comme étant l'amour.

Wynkoop a écrit « une histoire universitaire admirable dans The Trevecca Story , commençant par une analyse des racines théologiques de l'école ». 

## Distinctions et récompenses
Selon Donald Dayton[Qui ?], « les œuvres de la théologienne de l'Église du Nazaréen Mildred Bangs Wynkoop ont été parmi les plus influentes sur les universitaires du Mouvement de sanctification de sa génération, en particulier son livre A Theology of Love: The Dynamic of Wesleyanism. ».  
Wynkoop a été présidente de la Wesleyan Theological Society en 1973. Elle a reçu le prix de membre du corps professoral de l'année du Trevecca Nazarene College et son prix de présidente pour services distingués en 1970; Certificat de mérite du Trevecca Nazarene College en 1976; ancien élève de l'année du Western Evangelical Seminary en 1980; Le prix d'exposant de l'année de la sainteté décerné par la Christian Holiness Association en 1990; et ancien élève de l'année du Point Loma Nazarene College en 1992. 
Le prix littéraire décerné à Timothy L. Smith et Mildred Bangs Wynkoop par la Wesleyan Theological Society rend hommage à ses « contributions exceptionnelles dans le domaine de la recherche ». 
On a donné son nom à un centre destiné à aider les femmes qui ont la vocation pastorale, le Centre Wynkoop pour les femmes dans le ministère, situé à Kansas City dans le Missouri.

## Œuvres

### Livres

#### En français
- Mildred Bangs Wynkoop, Les Fondements de la théologie wesleyo-arminienne, Chennevière-sur-Marne, Maison des publications nazaréennes, 1999 (lire en ligne).

#### En anglais
- (en) Mildred Bangs Wynkoop, An Existential Interpretation of the Doctrine of Holiness: A Message Presented in Chapel Service, Western Evangelical Seminary, 1955 (lire en ligne)
- (en) Mildred Bangs Wynkoop, Wesleyan-Arminianism and mild-Calvinism distinctions : classroom lectures, Taichung, Taiwan, Central Taiwan Theological College, 1960
- (en) Mildred Bangs Wynkoop, Foundations of Wesleyan-Arminian Theology, Kansas City, MO, Beacon Hill Press, 1967
- (en) Mildred Bangs Wynkoop, John Wesley: Christian Revolutionary, Kansas City, MO, Beacon Hill Press, 1970
- (en) Mildred Bangs Wynkoop, A Theology of Love: The Dynamic of Wesleyanism, Kansas City, MO, Beacon Hill Press, 1972 (lire en ligne)
- (en) Mildred Bangs Wynkoop, The Occult and the Supernatural, Kansas City, MO, Beacon Hill Press, 1976 (lire en ligne)
- (en) Mildred Bangs Wynkoop, The Trevecca Story: 75 Years of Christian Service., Nashville, Trevecca Press, 1976

### Thèses
- (en) Mildred Bangs Wynkoop, A Biblical Study of Man in His Relationship to the Image of God [B. D.], Western Evangelical Seminary, 1952 (lire en ligne)
- (en) Mildred Bangs Wynkoop, A historical and semantic analysis of methods of Biblical interpretation as they relate to views of inspiration [Th. D.], 1955 (OCLC 9692808)

### Articles
Wynkoop a publié des articles dans The Wesleyan Theological Journal, The Asbury Seminarian, Sanctification and Biblical Theology, Theological Trends, Preachers' Magazine, Herald of Holiness, Light and Life, and The Seminary Tower. Parmi ses articles publiés figurent : 
- (en) Mildred Bangs Wynkoop, « Love is Existential », The Preacher's Magazine,‎ 1958
- (en) Mildred Bangs Wynkoop, « Practical Norm of Love », The Preacher's Magazine,‎ 1958
- (en) Mildred Bangs Wynkoop, « Paul Tillich's Interpretation of History », Theological Trends,‎ 1963
- (en) Mildred Bangs Wynkoop, « John Wesley's Philosophy of Faith », Theological Trends,‎ 1964
- (en) Mildred Bangs Wynkoop, « Protestant Theology and the Imago Dei », Theological Trends,‎ 1966
- (en) Mildred Bangs Wynkoop, « The Wedge of Truth », Published Reformation Day Sermons, Trevecca Nazarene College,‎ 1967, p. 30–31
- (en) Mildred Bangs Wynkoop, « The Communion of the Holy Spirit », Wesleyan Theological Journal, vol. 3, no 1,‎ 1968 (lire en ligne)
- (en) Mildred Bangs Wynkoop, « A Wesleyan View on Preaching Holiness », Wesleyan Theological Journal, vol. 4, no 1,‎ 1969 (lire en ligne)
- (en) Mildred Bangs Wynkoop, « Book Review: Christmas Traditions », American Catholic Historical Society of Philadelphia, vol. 81, no 2,‎ 1970, p. 127-128 (lire en ligne)
- (en) Mildred Bangs Wynkoop, « A Hermeneutical Approach to John Wesley », Wesleyan Theological Journal, vol. 6, no 1,‎ 1971 (lire en ligne)
- (en) Mildred Bangs Wynkoop, « John Wesley: Mentor or Guru? », Wesleyan Theological Journal, vol. 10, no 1,‎ 1975, p. 5-14 (lire en ligne)
- (en) Mildred Bangs Wynkoop, « Wesleyan Theology and Christian Development », The Asbury Seminarian,‎ 1976
- (en) Mildred Bangs Wynkoop, « Theology's Role in the Christian Ministry », The Seminary Tower, Nazarene Theological Seminary,‎ 1976
- (en) Mildred Bangs Wynkoop, « Theological Roots of the Wesleyan Understanding of the Holy Spirit », Wesleyan Theological Journal, vol. 14, no 1,‎ 1979, p. 77-98 (lire en ligne)

## Archives
Collection du Dr Mildred Bangs Wynkoop (1920-1995). Écrits publiés et non publiés, correspondance, photographies volumineuses, conférences enregistrées, sermons enregistrés, cours enregistrés, matériel de classe, histoire orale. Consigné sous : Théologien nazaréen et président de séminaire. Lieu: Archives de l'église du Nazaréen, siège international, Kansas City (Missouri). 

### Citations
1. ↑  TUCM 2002.
2. ↑  COTN 2019.
3. ↑  Bangs Morgan 1952.
4. ↑  Bangs Morgan 1952, p. 7.
5. 1 2 3 4 5  HT 2005.
6. ↑  Wynkoop 1952.
7. ↑  Wynkoop 1955.
8. ↑  Reed 2004.
9. ↑  Wynkoop 1970.
10. ↑  Dayton 1967.
11. ↑  Culp 2001.
12. ↑  Quanstrom 2004.
13. ↑  Dayton 1972, p. 50-51.
14. ↑  Dayton 1972, p. 18.
15. ↑  Dayton 1972, p. 24.
16. 1 2  Dayton 1979.
17. ↑  Wynkoop 1972.
18. ↑  WTS 1999.
19. ↑  Blevins 2019.

### Sources
- (en) Dean G. Blevins, « Introduction », Didache: Faithful Teaching, Church of the Nazarene, vol. 18, no 2,‎ 2019 (lire en ligne)
- (en) Donlald W. Dayton, « The Holiness and Pentecostal Churches: Emerging from Cultural Isolation », The Christian Century, Chicago, vol. 786,‎ 1979, p. 15-22 (lire en ligne, consulté le 13 septembre 2019)
- (en) WTS, « Timothy L. Smith And Mildred Bangs Wynkoop Book Award », sur Wesleyan Theological Society, 1999 (consulté le 13 septembre 2019)
- (en) TUCM, « Alumni Deaths », The University of Chicago Magazine, Chicago,‎ 2002 (lire en ligne)
- (en) COTN, « Carl O. Bangs », sur Church of the Nazarene, 2019 (consulté le 13 septembre 2019)
- (en) Bernice Bangs Morgan, The Very Thought of Thee: Adventures of an Arctic Missionary, Grand Rapids, Zondervan Publishing House, 1952
- (en) HT, « Mildred Bangs Wynkoop », Holiness Today, Lenexa, KS, General Board of the Church of the Nazarene,‎ 2005
- (en) Gerard Reed, « 151 Powell & Lodahl: PLNU Theologians », 2004 (consulté le 13 septembre 2019)
- (en) John Culp, « From Criticism to Mutual Transformation? The Dialogue Between Process and Evangelical Theologies », Process Studies, Claremont, CA, Center for Process Studies, vol. 30, no 2,‎ 2001, p. 132-146
- (en) Mark R. Quanstrom, A Century of Holiness Theology: The Doctrine of Entire Sanctification in the Church of the Nazarene: 1905 to 2004, Kansas City, Beacon Hill Press, 2004 (lire en ligne)